# Grundig
Grundig AG — німецька компанія з виробництва побутової аудіо-, відеотехніки. Заснована у 1945 році.
Основна продукція — телевізори, DVD-пристрої, Hi-Fi-техніка, аудіотехніка (у тому числі радіоприймачі), а також пристрої для догляду за волоссям та тілом.

## Історія

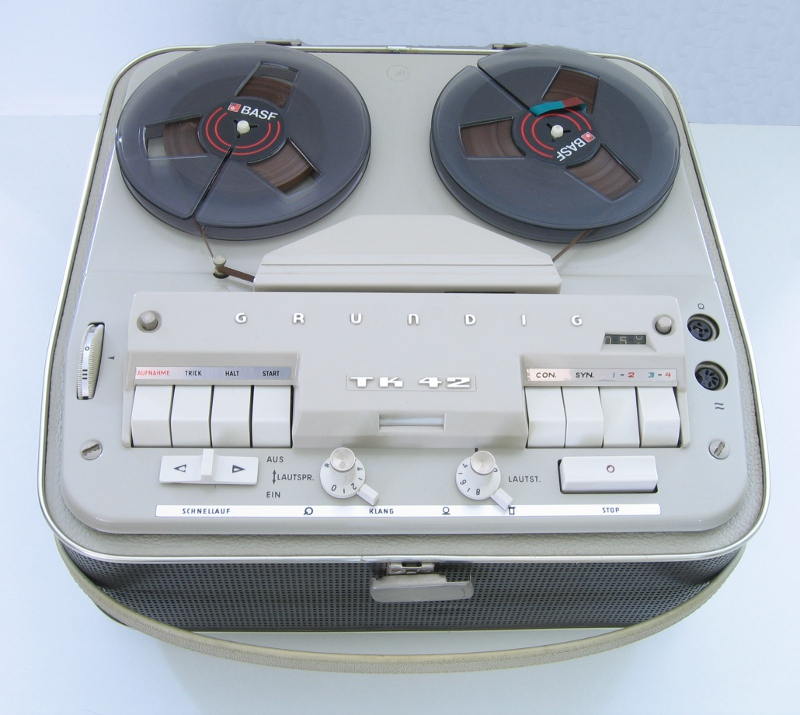
Магнітофон Grundig TK42

Компанія веде свій родовід від компанії Furth, Grundig & Wurzer, заснованої Максом Грундігом, і спеціалізувалася на виробництві трансформаторів, які купували для армії нацистської Німеччини. Компанія розгорнула виробництво в місті Фюрт (Fürth) і під час Другої світової війни, як і багато німецьких фірм, використовувала працю військовополонених, проте працю оплачувану.
У повоєнні роки компанія спеціалізувалася на ремонті радіотехніки. У 1947 році компанія пройшла ребрендинг і здобула всесвітню популярність як Grundig GmbH, що спеціалізується на випуску радіотехніки. До цього часу компанія освоїла виробництво радіоприймачів-конструкторів, найвідомішим з яких став випущений 1949 року портативний радіоприймач Grundig Boy. Продукцію компанії відрізняли традиційно висока якість та увага до інновацій: перший західнонімецький телевізор було випущено 1952 року під маркою Grundig. ТБ, автомагнітоли та інша техніка цієї марки зайняли міцні позиції на ринку ФРН, отримавши поширення далеко за межами Німеччини. У СРСР техніка Grundig продавалася за чеки Зовнішпосилторгу.
У 1988 випущено кишеньковий приймач Grundig City Boy 10a.
У 90-ті один із найстаріших європейських виробників побутової електроніки зазнавав великих труднощів у конкурентній боротьбі з азійськими виробниками. У 1993 році Grundig AG перейшла під контроль нідерландської компанії Philips, що також спеціалізується на випуску побутової електроніки та техніки. Проте вже 1998 Philips продала Grundig консорціуму німецьких компаній. До 2001 року збитки Grundig становили близько 150 мільйонів євро, компанія було визнано банкрутом.
Британсько-турецька інвестиційна група викупила частину збанкрутілої компанії. Турецька телевізійна компанія Beko та британська компанія Alba, що спеціалізуються на виробництві побутової електроніки, підписали угоду про покупку на суму 80 мільйонів євро. У 2007 році Alba продала свою половину бізнесу Beko за 50,3 млн дол., хоча вона зберегла ліцензію на використання бренду Grundig у Великій Британії до 2010 року та в Австралії до 2012 року.

Заводи Grundig знаходяться у кількох країнах: два у Німеччині, по одному у Великій Британії, Португалії, Австрії та Китаї. Загалом на них працюють 4 тисячі людей. З 2007 року Grundig Elektronik A.S. — турецька компанія в структурі Arçelik.

Радіоприймачі
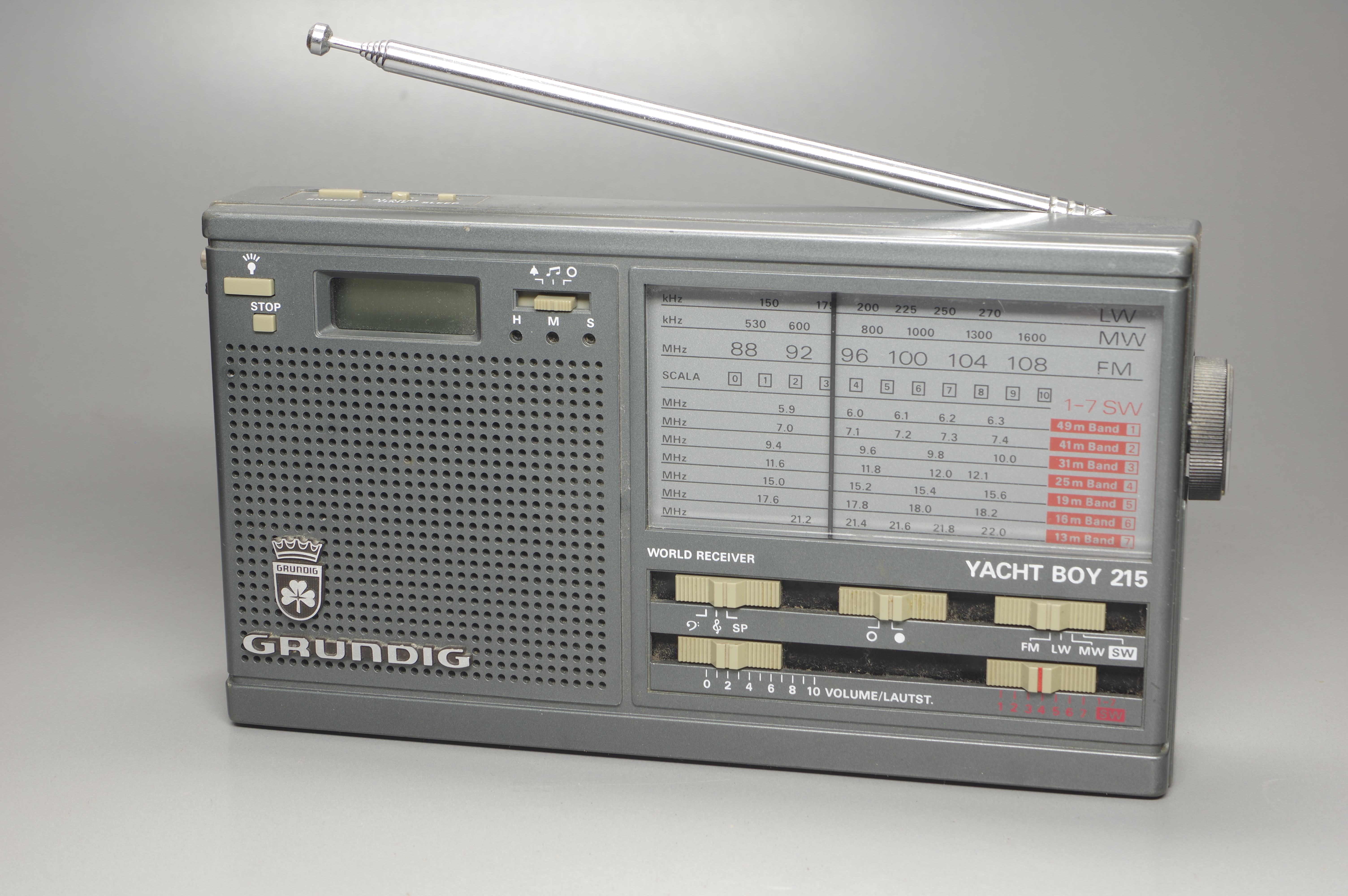
Grundig Yacht Boy
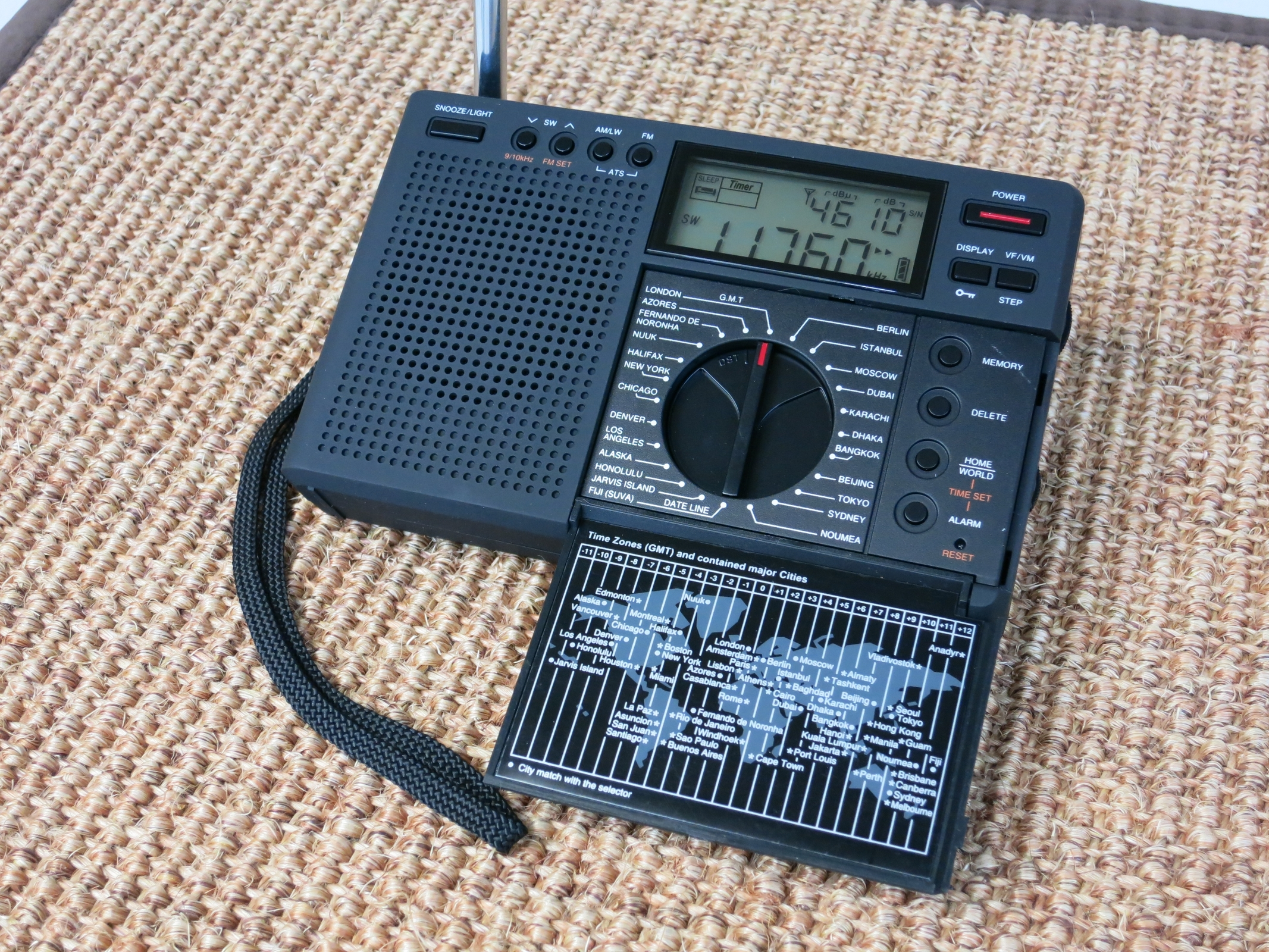
Grundig Traveler
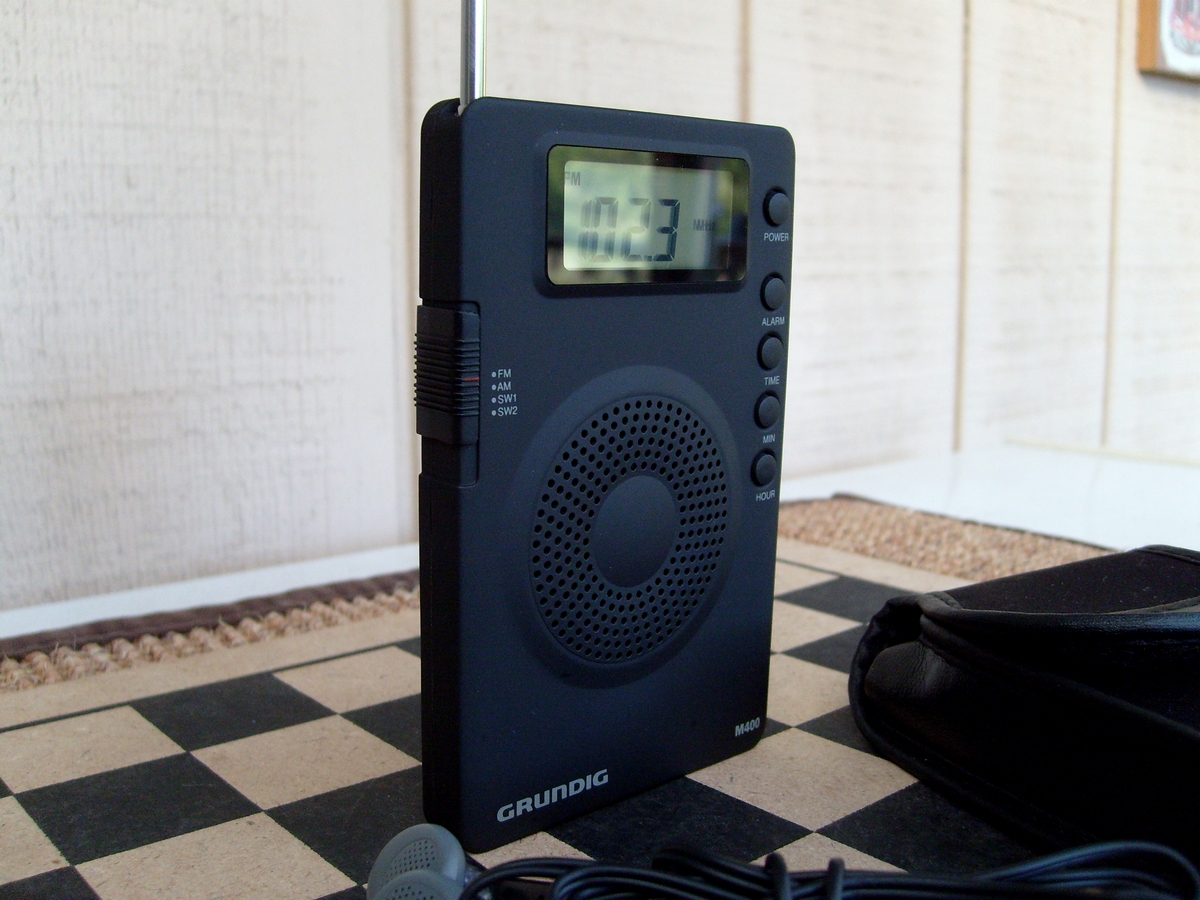
Grundig M400